# Изюмская городская центральная библиотека
Изюмская городская центральная библиотека — учреждение, которое было открыто в городе Изюме Харьковской области в 1884 году. 

## История
В сентябре 1884 году в Изюме открылась городская библиотека. Ее открытию предшествовал сбор книг и подготовка помещения для функционирования будущей библиотеки. Когда были собраны первые три сотни книг, состоялось открытие библиотеки. Вначале она располагалась во флигеле, который находился во дворе почты. Со временем библиотека переместилась в один из домов по улице Соборной. Когда количество книг в библиотеке достигло 1000 экземпляров, их поделили пополам. Одна половина книг предназначалась для читателей, которые платили деньги за чтение, а вторая поступала в «народную читальню» и пользоваться такой книгой можно было бесплатно. В «Народной читальне» можно было ознакомиться с книгами из серии «Чтение для народа», «Читальня народной школы», журналами «Церковный вестник», «Душеполезное чтение». Работа в библиотеке в то время не оплачивалась, в ней работали по собственной инициативе представители городской интеллигенции. Со временем на собранные пожертвования построили дом, на первом этаже которого организовали работу библиотеки.
В 1905—1907 годах городская интеллигенция организовала общедоступные лекции для народа, которые проходили по воскресеньям. В библиотеке появились сборники «Знание» и художественная литература, отличающаяся прогрессивными взглядами. После октябрьской революции 1917 года, Изюмская городская библиотека получила государственное финансирование. Среди ее читателей появились рабочие и крестьяне, пользоваться книгами теперь можно было бесплатно. В 1935 года городская библиотека решила поучаствовать во Всесоюзном конкурсе на лучшую районную библиотеку и заняла первое место в республике. Коллектив библиотеки получил премию в размере 10 тысяч рублей. В 1941 году фонд библиотеки насчитывал 66 тысяч экземпляров. Среди интересных объектов фонда библиотеки, можно выделить энциклопедию Брокгауза и Эфрона 1890 года, издания произведений дореволюционных писателей. Во времена Великой Отечественной войны и оккупации города фонды библиотеки были разграблены. После войны, работники библиотеки вели поиск утерянных книг. Постепенно фонд библиотеки стал увеличиваться. Каждый год государство выделяло 3 000 рублей на закупку книг, библиотека выписывала 30 разных газет и 70 журналов.
В 1950—1955 годах работал литературный кружок, который позже стал основой для создания литературного объединения «Кременец».
В библиотеке функционировал клуб любителей поэзии в период с 1964 по 1967 год. На заседаниях клуба выступали местные поэты и писатели, часто гостями клуба становились литераторы из Харькова. В библиотеке проходили районные полугодичные курсы по подготовке библиотекарей. В 1970 году библиотека переехала в новое помещение. В 1977 году библиотека вошла в состав Централизованной районной библиотечной системы, а в 2003 году стала Центральной библиотекой Городской централизованной библиотечной системы. Каждый год центральная библиотека обслуживает больше 4000 читателей. В библиотеке 43 723 тысячи книг. В 2011 году в библиотеке был открыт Центр публичного доступа к сети Интернет.